# أنتوني غرانت
أنتوني غرانت (بالإنجليزية: Anthony Grant)‏ مواليد 15 أبريل 1966 في ميامي، هو لاعب كرة سلة أمريكي معتزل أصبح مدرباً مساعدا وهو مدرب مساعد لفريق أوكلاهوما سيتي ثاندر في الرابطة الوطنية لكرة السلة.

## روابط خارجية
- أنتوني غرانت على موقع كلية كرة السلة في سبورتس رفرنس.كوم (الإنجليزية)
- أنتوني غرانت على موقع سبورتس رفرنس (الإنجليزية)
- أنتوني غرانت على موقع كلية كرة السلة في سبورتس رفرنس.كوم (الإنجليزية)